# Lijst van burgemeesters van Oldambt
Dit is een lijst van burgemeesters van de Nederlandse gemeente Oldambt in de provincie Groningen sinds haar ontstaan op 1 januari 2010 bij de fusie van de gemeenten Reiderland, Scheemda en Winschoten.
| Ambtsperiode                      | Naam burgemeester | Partij of stroming | Bijzonderheden                                          |
| --------------------------------- | ----------------- | ------------------ | ------------------------------------------------------- |
| 1 januari 2010 - 31 augustus 2010 | Martin Zijlstra   | PvdA               | waarnemend burgemeester, oud-burgemeester van Termunten |
| 1 september 2010 - 10 april 2018  | Pieter Smit       | D66                | In het ambt overleden op 10 april 2018                  |
| 25 juni 2018 - 28 januari 2019    | Rika Pot          | PvdA               | waarnemend burgemeester                                 |
| 29 januari 2019 - heden           | Cora-Yfke Sikkema | GroenLinks         | [ 4 ]                                                   |